# Campylopus capillaceus
Campylopus capillaceus là một loài Rêu trong họ Dicranaceae. Loài này được Hook. f. & Wilson mô tả khoa học đầu tiên năm 1844.